# عزیزیه (استان مدیه)
عزیزیه (به عربی: العزيزية) یک شهرداری در الجزایر است که در استان مدیه واقع شده‌است.
 عزیزیه ۴۱ کیلومتر مربع مساحت و ۸٬۴۳۲ نفر جمعیت دارد.